# Franz Josef Breuer

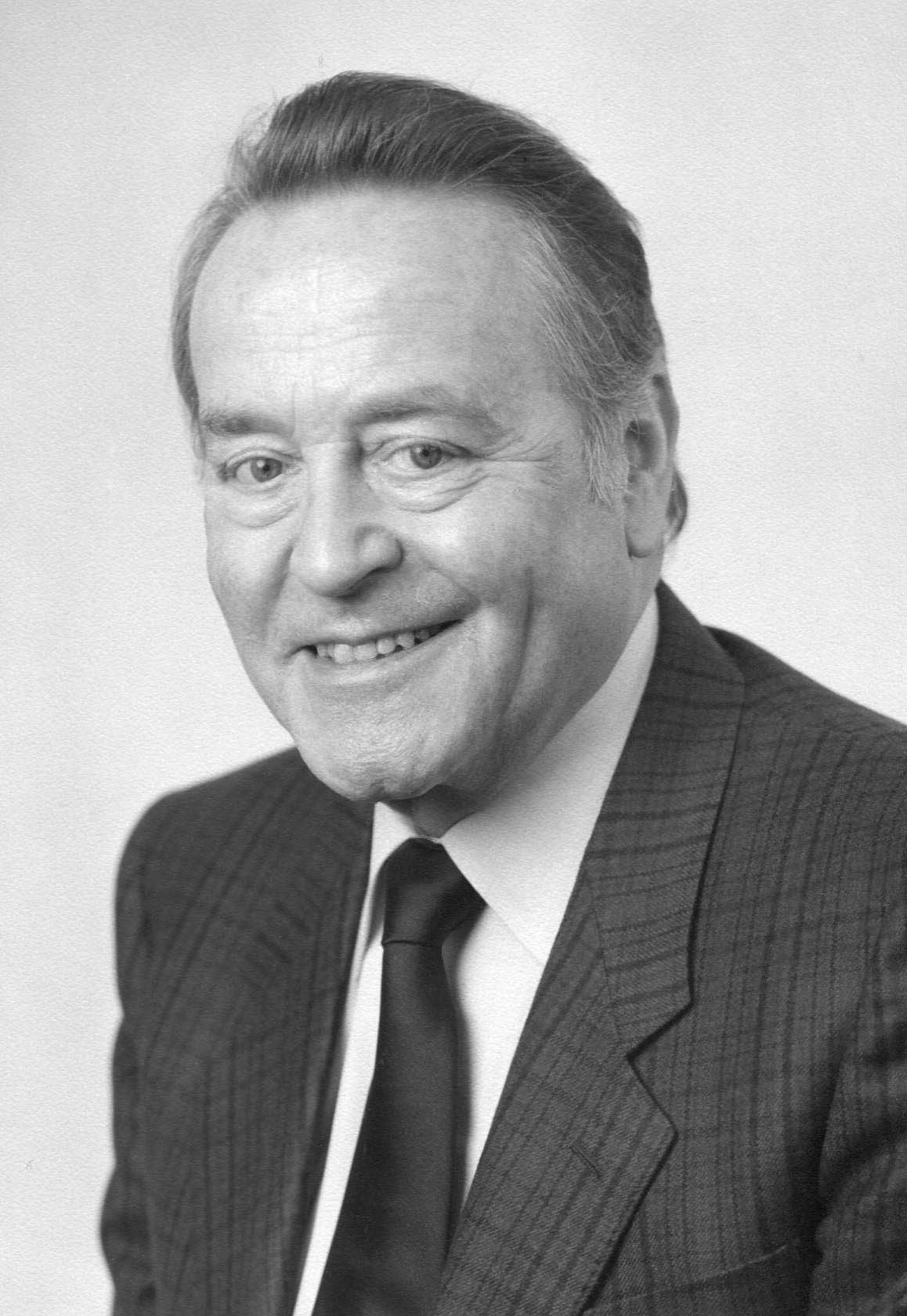
Franz Josef Breuer, 1983

Franz Josef Breuer (* 30. Januar 1914 in Elberfeld; † 7. März 1996 in Hamburg) war ein deutscher Komponist und Musikproduzent von Unterhaltungs- sowie Militärmusik und Mitglied des Aufsichtsrats der Gesellschaft für musikalische Aufführungs- und mechanische Vervielfältigungsrechte (kurz: GEMA) (1953–1965). 

## Kindheit und Ausbildung
Franz Josef Breuer war das zweite von insgesamt vier Kindern des Korbmöbelfabrikanten Franz Maria Leonhard Breuer (1880–1959) und seiner Ehefrau Helene geb. Lencke (1879–1970). 
Aufgewachsen in Elberfeld übersiedelte die Familie im Jahr 1923 ins nordbayerische Coburg, in dem der Vater einen zweiten größeren Betrieb der Korbmöbelbranche errichtet hatte. 
Franz Josef Breuer besuchte die Volksschule und erhielt nebenher Violin- sowie Klavierunterricht. Auf eine kurze Zeit auf dem Coburger Gymnasium Casimirianum folgte mit dem Einritt im Jahr 1928 eine siebenjährige Ausbildungszeit in dem in Oberbayern gelegenen klösterlichen Internat Ettal. 
In dem Kloster perfektionierte Breuer sein Violin- und Klavierspiel und erlernte zudem insgesamt vierzehn Instrumente. Dies legte die Grundlage für seine spätere Tätigkeit als Arrangeur und Bearbeiter für Orchester verschiedener Besetzungen. 
Mit einem von ihm gegründeten Schülerorchester organisierte er regelmäßige Auftritte im nahegelegenen Klosterhotel „Ludwig der Bayer“. Weiterhin gründete er einen Chor und organisierte Konzert- sowie Theaterabende. In dieser Zeit entstand sein erstes Bühnenstück mit Musik – „Das Lied der Berge“. Eine tragikomische Geschichte einer Sekretärin, die in Bergnot gerät und von einem Senner gerettet wird.
Beim Verfassen von musikalischen Zwischentexten bewies Breuer eine Begabung im schriftlichen Ausdruck, so dass die Internatsdirektion ihm und einem Mitschüler die mehrjährige Verantwortung für die Schülerchronik „Ettaler Mandl“ übertrug. 
Nach dem Ende seiner Internatszeit begann er an der von Richard Trunk geleiteten Münchner Musikhochschule ein Studium, mit dem Berufsziel Theaterdirigent und Komponist im Bereich der Unterhaltungsmusik zu werden. Joseph Haas lehrte ihn das Komponieren, Franz Knappe das Dirigieren und Franz Dorfmüller das Klavierspiel. Die Einberufung zur allgemeinen Wehrpflicht beim Infanterie-Regiment 61 in der Münchner Deroy-Kaserne verhinderte jedoch einen ordnungsgemäßen Abschluss. 
Nach halbjähriger Grundausbildung wurde Breuer ins Musikkorps des Regimentes aufgenommen, für das er als Arrangeur Partituren schrieb, auf die zunehmend Musikverleger aufmerksam wurden, so dass ihn als erster der Mainzer Musikverlag Schott unter Vertrag nahm. Es folgte eine abendfüllende Sendung bei Radio München, in der ausschließlich Kompositionen und Bearbeitungen von Breuer ausgestrahlt wurden. Insbesondere das Stück „Rosemarie“, das Breuer gemeinsam mit Franz Größmann für das Regiment 61 geschrieben hat, war populär. 
Auf die Beendigung seines Militärdienstes im Jahr 1936 schloss eine Tätigkeit als Lektor und Volontär im Leipziger Musikverlag Ehler & Erdmann an, mit dem Breuer bereits vor seiner Entlassung zusammengearbeitet hatte. Seine verlegerische Ausbildung mündete schließlich in einer Stellung als Verlagsleiter. Als Bearbeiter für alle Veröffentlichungsarten war er zudem der Komponist des Verlages. 
Insgesamt liegen aus der Leipziger Zeit um die 300 gedruckte Arbeiten vor. Darunter befinden sich Klavierbearbeitungen, Akkordeon-Ausgaben, Volksmusikbesetzungen, Chorpartituren, Salonorchester-Ausgaben, Blasorchester-Bearbeitungen, Bearbeitungen für Großes Orchester und bekannter Konzertstücke von Tschaikowski, Verdi oder Johann Strauss.
Die allgemeine Mobilmachung im Jahr 1939 beendete letztendlich seine Arbeit für den Leipziger Verlag. Im Kriegsjahr 1941 heiratete er Rosemarie Breuer geb. Junghans (1920–2011) – Tochter eines Leipziger Landgerichtsdirektors –, mit der er zwei Kinder hatte.

## Nachkriegszeit und künstlerische Laufbahn in Hamburg
Einsätze sowohl an der West- als auch an der Ostfront, unter anderem neun Wochen in Stalingrad, aus dem er aufgrund einer Krankheit als einer der letzten ausgeflogen wurde, endeten schließlich mit der Gefangennahme durch die Engländer in der Lübecker Bucht.
Eine Abordnung des Hamburger Rundfunks wählte Ende August 1945 zum Aufbau des zukünftigen Nordwestdeutscher Rundfunk (NWDR) nach einem Probespiel insgesamt 32 Inhaftierte aus dem englischen Großraumlager Putlos bei Oldenburg in Holstein aus. Unter ihnen befand sich Breuer, der zunächst als Bearbeiter für das neue Unterhaltungsorchester Mario Traversa verpflichtet wurde, um nur Wochen später die Stelle als Komponist für den neugegründeten Kinderfunk zu übernehmen.
In den folgenden zwei Jahrzehnten arbeitete er unter anderem mit dem Großen Rundfunkorchester, dem Tanzorchester des NWDR und dem Hafenkonzert-Orchester zusammen. Breuer wurde schließlich Hauskomponist des Senders und schrieb die Musik für etwa vierhundert Kinderfunk-Sendungen, Hörspielen von William Shakespeare bis Max Frisch, ferner Funk-Features, Filmmusiken sowie für Chor- und Hafenkonzerte. 
Mit dem Jahr 1949 begann Breuer, der mittlerweile vom Rundfunkangestellten zum freien Mitarbeiter des NWDR gewechselt hatte, auch als Schallplattenproduzent zu wirken. Es kam zu Kooperationen mit Schallplattenfirmen wie Polydor, Telefunken/Decca, Deutsche Grammophon, Philips, Elite Spezial oder Austrophon. Hierbei fungierte Breuer in Personalunion als Komponist, Bearbeiter und Aufnahmeleiter. 
Für die Polydor, die Breuer 1951 einen Vertrag als Bearbeiter und Aufnahmeleiter anbot, produzierte er über 15 Jahre ca. 2100 Titel. Rechnet man die Titel hinzu, die im Zuge seines Engagements für die Telefunken/Decca zwischen den Jahren 1968 bis 1985 entstanden sind, kommen insgesamt über 6000 Plattentitel zusammen. Davon sind ca. 1500 eigene Kompositionen und Bearbeitungen.

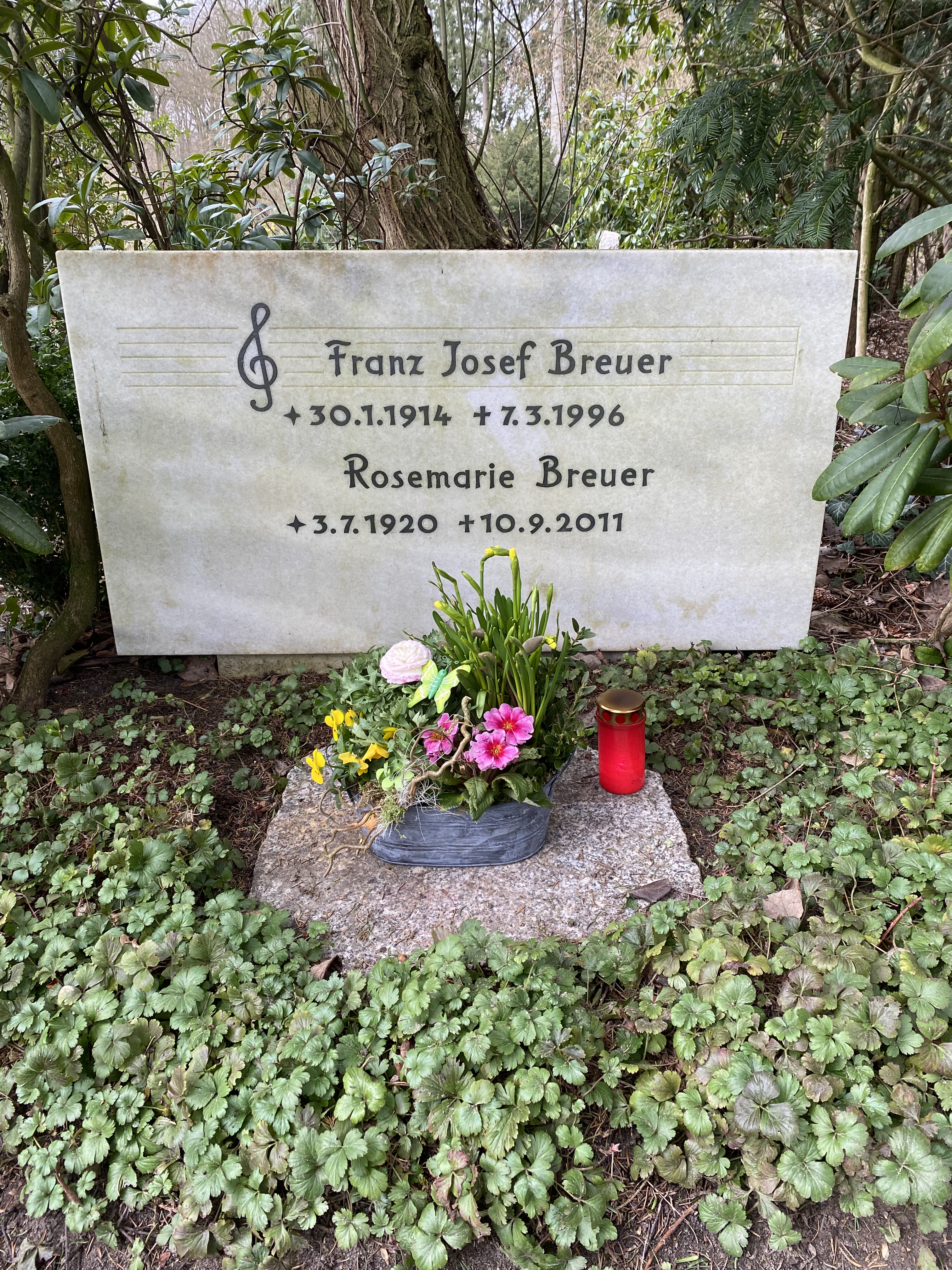
Grabstätte auf dem Waldfriedhof Wohldorf

Über die Jahre arbeitete Breuer mit einer Vielzahl von Künstlern zusammen. Darunter finden sich die Interpreten Lale Andersen, Maria Hellwig, Paul Hörbiger, Udo Jürgens, Heidi Kabel, Hildegard Knef, Chantal Mathieu, Anna Moffo, Freddy Quinn, Hermann Prey, Willy Schneider, Anneliese Rothenberger, Felicia Weathers, Günter Wewel oder Fritz Wunderlich sowie Chöre wie der Kölner Männergesangsverein, der Münchner Kammerchor, die Wiener Sängerknaben oder die Regensburger Domspatzen.
Im Jahr 1960 gewinnt seine Komposition Bonne nuit, ma chérie, interpretiert von Wyn Hoop und von ihm selbst dirigiert, für Deutschland den vierten Platz beim Eurovision Song Contest in London. 
Breuer trat weiterhin erfolgreich als Musical-Komponist auf. Insgesamt komponierte er etwa 100 Inszenierungen mit bis zu 80 Einzelaufführungen. Hervorzuheben ist das Musical „Mister Poppcorn oder die Reise nach Rothenburg“, „Das Piratenstück“ oder die Kindermusicals nach Märchenvorlagen der Gebrüder Grimm: „Sieben auf einen Streich“ (nach dem „Tapferen Schneiderlein“), „Tischlein, deck dich“, „Otto Panino und seine Band“ (nach den „Bremer Stadtmusikanten“), „Reinicke Fuchs“ oder das Zirkusstück „Olalahoo“. Viele der Musicals sind in Zusammenarbeit mit dem Bühnenschriftsteller Heinz Wunderlich entstanden. 
Aber auch ernste Musik findet sich in seinem Werk. Insgesamt 25 größere Orchesterkompositionen, zu denen unter anderem „Rhapsodie einer Nacht“ für Klavier und Orchester, die „Ukrainische Ouvertüre“ und „Zwischen Ebbe und Flut“ (Untertitel: „Nordsee-Skizze“) gehören.
Zahlreiche Goldene Schallplatten würdigten seine Arbeit. Zu seinem 80. Geburtstag veröffentlichte Joachim Dorfmüller eine 28 Seiten umfassende Festschrift (8 Notenbeispielseiten inklusive) mit komplettem Werkverzeichnis.
Franz Josef Breuer verstarb im Alter von 82 Jahren und wurde auf dem Hamburger Waldfriedhof Wohldorf beigesetzt.